# L'avventuriera di Algeri
L'avventuriera di Algeri (Die Frauengasse von Algier) è un film muto tedesco del 1927 diretto da Wolfgang Hoffmann-Harnisch.

## Trama
Ad Algeri vive la Signora Brisson che conduce una doppia vita, durante il giorno è un'elegante signora, ma la sera diventa Musa Samarra gerente di un locale malfamato. La donna, per preservare la figlia Adrienne, l'ha fatta studiare in un collegio nel sud della Francia, ma ora la ragazza sta tornando in Algeria per ritrovare la madre. Durante la traversata, la ragazza incontra casualmente Molescu, un losco individuo, che collabora con la madre di lei. Sulla nave è presente anche il procuratore René Cadillac, che sta investigando sugli affari condotti dalla Signora Brisson e Molescu.
L'incontro fra madre e figlia è ricco di emozioni e la Signora Brisson decide di abbandonare la sua doppia vita per poter profittare pienamente di sua figlia. Molescu, preoccupato per gli affari, vuole impedirlo con tutti i mezzi e decide di rapire Adrienne per ricattare la madre. La donna riesce a salvare la figlia ma Molescu durante una colluttazione la pugnala a morte. Nel frattempo l'uomo viene accoltellato a sua volta dal fratello di Mira, una ragazza da lui violentata. Il film si conclude con il procuratore René Cadillac, che porta in salvo Adrienne, di cui si è innamorato.